# Pascal Bertho
Pour les articles homonymes, voir Bertho.
Pascal Bertho est un scénariste français de bande dessinée, né le 7 octobre 1964 à Guérande en Loire-Atlantique (France). 

## Biographie
Il fait des études supérieures de sciences économiques. Puis il intègre l'équipe de Cellulo comme objecteur de conscience et anime les dessins qu'on lui présente. Parallèlement, il débute au sein du fanzine rennais Atchoum, puis dans le mensuel BD Tentacule. Il côtoie David Chauvel, Marc-Antoine Boidin, Nicoby, Malo Kerfriden, Jérôme Lereculey, etc.. 
Publié en 2000 chez Vents d'Ouest, Kérioth est une trilogie steam punk dont Marc-Antoine Boidin assure le dessin sur un scénario de Pascal Bertho.
Bertho propose une histoire de fond de tiroir au dessinateur Stéphane Duval. Ensemble, ils publient Chevalier Malheur, récit dans la tradition des chansons de geste du Moyen Âge. 
Il entame à la série La Voix, avec Korkydü, publiée dans la collection Équinoxe de Vents d'Ouest. 
Bertho et Boidin collaborent de nouveau pour Chéri-Bibi basé sur le personnage de Gaston Leroux, trois volumes publiés entre 2006 et 2008. Le même tandem entreprend également Endurance, publié en 2009 chez Delcourt et dont la trame s'inspire de l'expédition Endurance. L'ouvrage reçoit le prix Corderie royale de la bande dessinée. En 2018 il collabore avec Coboz sur Brigade Verhoeven ; deux volumes sont parus en 2018 et 2019. L'histoire est tirée d'un roman de Pierre Lemaître.

## Œuvre
| Date        | Nom | Dessinateur         |
| ----------- | --- | ------------------- |
| 2000-2003   | Kérioth, | Marc-Antoine Boidin |
| 2002 - 2005 | Chevalier Malheur | Stéphane Duval      |
| 2003 - 2004 | Série La Voix | Korkydü             |
| 2005        | Pattes de velours | Korkydü             |
| 2006 - 2008 | Série Chéri-Bibi, inspirée de l'œuvre du romancier Gaston Leroux                                                      | Marc-Antoine Boidin |
| 2006 - 2008 | Aëla | Stéphane Duval      |
| 2007        | Sept pirates (l'histoire reprend les personnages de L'Île au trésor de Stevenson, 20 ans après leur aventure commune) | Tim McBurnie        |
| 2009        | Endurance, inspirée de l'Expédition Endurance en Antarctique, de 1914 à 1917                                          | Marc-Antoine Boidin |
| 2009 - 2010 | Saint Kilda, Les aventures d'une scientifique, partisan de Charles Darwin, dans l'archipel de Saint-Kilda             | Chandre             |